# Caverna Cafezal
Caverna Cafezal é uma caverna localizada no Núcleo Santana do PETAR - Parque Estadual Turístico do Alto Ribeira, localizado entre as cidades de Apiaí e Iporanga, e considerada Sítio da Geodiversidade de Relevância Nacional. 

## Caracterização
A Caverna Cafezal compõe o percurso da Trilha do Betari e tem seus atrativos espeleológicos com a formação de espeleotemas como flores de Aragonita e Helectites. Sua visitação tem como principais funções o viés educacional e turístico (espeleoturismo recreativo) de interesse ecológico. 